# Chołodnaja
Chołodnaja (ros. Холодная) – osiedle w Rosji, w Buriacji, w rejonie siewiero-bajkalskim. W 2021 liczyło 304 mieszkańców.